# 徐漢豪
徐漢豪（1907年12月28日—1984年12月27日），字邁羣。江蘇崇明人。1950年在江蘇省第三選區遞補當選第一屆立法委員。

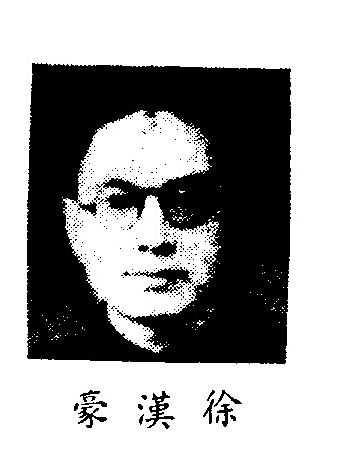
出席制憲國民大會代表時

## 生平[2][3][4][5][6]
- 法國國立南錫大學法學博士
- 國立四川大學教授
- 廈門大學教授
- 福建省政府參議
- 大夏大學教授兼法律系主任
- 東北大學教授
- 中央警官學校教授
- 國立政治大學教授
- 制憲國民大會代表
- 農林部參事
- 歷任中國青年黨中央執行委員、中央常務委員兼宜傳組主任、創辦「現代國家」月刊
- 民國73年12月27日病逝[7]